# جيمس دبليو. كاري
جيمس دبليو. كاري (بالإنجليزية: James W. Carey)‏ هو عالم اجتماع أمريكي، ولد في 7 سبتمبر 1934، وتوفي في 23 مايو 2006.